# Первое Мая (Астраханская область)
Первое Мая — посёлок в Приволжском районе Астраханской области России. Входит в состав Татаробашмаковского сельсовета.

## География
Посёлок находится в юго-восточной части Астраханской области, в дельте реки Волги, на правом берегу рукава Кизань. Абсолютная высота -22 метра ниже уровня моря
Уличная сеть
состоит из 4 объектов: ул. Ватутина, ул. Волжская, ул. Набережная, ул. Приозерная.
Климат
умеренный, резко континентальный. Характеризуется высокими температурами летом и низкими — зимой, малым количеством осадков, а также большими годовыми и летними суточными амплитудами температуры воздуха.

## Население
| 2002 | 2010 |
| ---- | ---- |
| 63   | ↗127 |

Национальный и гендерный состав
По данным Всероссийской переписи, в 2010 году численность населения посёлка составляла 127 человек (71 мужчина и 56 женщин, 55,9 и 44,1 %% соответственно). Согласно результатам переписи 2002 года, в национальной структуре населения русские составляли 84 % от общей численности в 63 человекf.

## Транспорт
Водный транспорт. Поселковые (сельские дороги).